# Windows Live Messenger
Ne doit pas être confondu avec Messenger.
Pour les articles homonymes, voir WLM.
 (janvier 2010).
Si vous disposez d'ouvrages ou d'articles de référence ou si vous connaissez des sites web de qualité traitant du thème abordé ici, merci de compléter l'article en donnant les références utiles à sa vérifiabilité et en les liant à la section « Notes et références ».
Windows Live Messenger (anciennement MSN Messenger) est un ancien logiciel client propriétaire lié à un service propriétaire de messagerie instantanée (utilisable gratuitement) pour Windows XP/Vista, et Windows 7, des consoles de jeux et des téléphones portables, et produit par Microsoft entre 1999 et 2013. Il offrait les services de VoIP et de visioconférence depuis sa version 8.0.
Le logiciel fut mis en ligne sous le nom de MSN Messenger le 22 juillet 1999, puis a changé de nom pour Windows Live Messenger le 13 décembre 2005. Ce dernier, dont le nom était tiré de la gamme de services Microsoft en ligne appelée Windows Live, offrait également la possibilité d'appeler son correspondant directement même s'il n'était pas en ligne, un système de dossier partagé (protégé par un antivirus spécifique à WLM si l'ordinateur en est dépourvu) qui pourra être lu par les contacts de votre liste, la VoIP, un outil de recherche à partir de sa liste de contacts. D'autres fonctions ont été développées, comme le nombre maximal de contacts qui s'étendait à 600, l'outil de visioconférence ou encore la possibilité de trier ses contacts par statuts, par groupes ou par date de modification de l'espace personnel. Microsoft n'a conçu WLM sur ordinateur que pour Windows. Les systèmes sous Mac OS, d'Apple pouvaient néanmoins utiliser une version spécifique, Microsoft Messenger pour Mac, développée par une entité de Microsoft, mais cette version comportait de nombreuses lacunes, comme l'absence de visioconférence et de conversation audio.
Le 6 novembre 2012, Microsoft a annoncé la transition de Windows Live Messenger vers Skype à partir du 8 avril 2013. En France, à la suite de cette transition, la connexion à Windows Live Messenger est devenue impossible à partir du 1er mai 2013.

## Histoire
Le logiciel était à son lancement nommé « MSN Messenger » du 22 juillet 1999 au 13 décembre 2005,,. La messagerie instantanée a connu un franc succès auprès du grand public, et notamment des jeunes, depuis la diffusion du premier logiciel destiné à cet effet pour Windows : ICQ, édité par Mirabilis et distribué gratuitement. Le concept était simple : un logiciel, installé sur l’ordinateur de l'utilisateur, lui permettait de savoir si des connaissances à lui - « ses contacts » - étaient présentes sur internet et, le cas échéant, de pouvoir dialoguer textuellement avec eux. La société Yahoo! a proposé en 1998, un logiciel concurrent : Yahoo! Pager qui deviendra rapidement Yahoo! Messenger. La même année ICQ a été racheté par AOL, géant d'internet qui proposera peu après son logiciel : AIM, basé sur le même protocole d'ICQ. C'est dans ce contexte concurrentiel qu'en 1999, Microsoft sortit lui aussi son logiciel de messagerie instantanée : MSN Messenger. Windows XP intégrera Windows Messenger, compatible avec MSN Messenger. Depuis, Microsoft a considérablement étendu la part de marché de son logiciel de messagerie instantanée, en l'incorporant notamment au sein de son système d'exploitation de l'époque, Windows XP, c'est-à-dire que l'application était installée par défaut sur ces ordinateurs. Cette stratégie s'était déjà avérée payante avec son navigateur web quelques années auparavant. En 2009, la firme enregistre plus de 330 millions d'utilisateurs actifs.
En juin 2007, alors que le succès de cette messagerie instantanée battait son plein, David Guetta en partenariat avec le département Windows Live de Microsoft, sortit en ligne un titre musical dédié à Windows Live Messenger, intitulé "Mix Messenger". Le son très spécifique informant l'utilisateur de l'arrivée d'un nouveau message est l'un des marqueurs de ce titre qui ne connut qu'un succès limité[réf. nécessaire].
Le 6 novembre 2012, Microsoft annonce que les utilisateurs du service seront d'ici quelques mois intégrés dans Skype. Windows Live Messenger devrait être désactivé du 8 avril 2013 au 30 avril 2013 (exception faite de la Chine),. Depuis le rachat de Skype par Microsoft, 80 % de la messagerie instantanée de Skype transiterait par les serveurs de Messenger. Officiellement, Windows Live Messenger fermera définitivement ses portes progressivement du 8 avril 2013 au 30 avril 2013. Les utilisateurs ne peuvent plus initier de nouvelles connexions au 1er mai 2013 à minuit[réf. nécessaire].

## Fonctionnalités
Ce logiciel était principalement un logiciel de messagerie instantanée, mais il disposait d'autres fonctionnalités, telles la gestion des contacts, le partage de calendrier, le dessin à distance, la téléphonie, la visioconférence, l'échange et le partage de fichiers.
- Gestion du statut parmi quatre proposés par défaut : disponible (logo vert), occupé (logo rouge), absent (logo orange) et hors-ligne (logo blanc). Les anciens statuts avant WLM 2009 étaient les suivants : en ligne, occupé, de retour dans une minute, absent, parti manger, au téléphone, hors-ligne[12]. L'utilisateur pouvait choisir son statut avant comme après connexion et changer à tout moment ;
- Attribution d'un pseudonyme : il était également possible d'ajouter un message personnel, visible dans la liste de vos contacts à droite de son pseudonyme, ou d'afficher le fichier musical joué dans le Lecteur Windows Media, iTunes, Spotify, Winamp, musikCube, Media Player Classic, JetAudio, Songbird et VLC media player (ces derniers grâce à un plugin) ;
- Organisation des contacts : affichage des contacts par adresse MSN Messenger ou par pseudonyme, affichage des avatars, tri par groupe ou par connecté/non connecté et classement dans des groupes personnels ;
- Dessin dans une conversation ;
- Ainsi que d'autres fonctionnalités comme la recherche commune avec son contact, avoir une carte de visite, créer une conversation à plusieurs, sauvegarder ses discussions, sauvegarder sa liste de contacts, etc.

Des interactions multimédia pouvaient également être possible :
- Conversation audio/vidéo : conversation audio (grâce à un microphone et des enceintes ou un micro-casque) et vidéo (grâce à une webcam) ;
- Création d'un diaporama pour partager ses photos ;
- Écoute de musique partagée (disponible dans certains pays seulement);
- Envoi et réception de fichiers ;
- Partage de calendrier accompagné d'événements avec un contact ;
- Mini jeux : Diamants, Démineur, Dames, Solitaire, Morpion, Poker, Quarto, Tic Tac Toe, etc.

Il existait des extensions pour MSN Messenger qui lui ajoutait des fonctionnalités, l'une des plus célèbres étant Messenger Plus!.

### Identifiant
Pour utiliser WLM, l'utilisateur devait créer un compte sur Windows Live ID (anciennement « Passport ») avec n'importe quelle adresse électronique valide (l'adresse de courrier électronique servait d'identifiant). Celle-ci ne devait pas forcément être une adresse Hotmail, le service de courrier électronique de Microsoft à cette époque. L'ouverture d'un compte de courriel sur Windows Live Hotmail ouvrait automatiquement un compte Windows Live ID. Mais toute autre adresse électronique pouvait également y être associée : il suffisait de l'enregistrer sur le portail Windows Live ID.

### Microsoft Messenger pour Mac
L'avant dernière version de Microsoft Messenger est la 7.0.1, compatible avec Mac OS X 10.4.9 et supérieures. Elle est également Application Universelle, la rendant compatible nativement sur processeurs Intel et PowerPC. Cette version est sortie le 29 avril 2008. Sur le site de Messenger pour Mac, dans leur paragraphe d'introduction, Microsoft affirme avoir conçu cette version spécialement pour les utilisateurs corporatifs de Messenger pour Mac et de Office Communications Server et résume en une ligne les nouveautés à la version personnelle. Une version bêta de Messenger pour Mac est sortie fin mars 2010, incluant une gestion des conversations audio et vidéo. La version finale est lancée le 26 octobre 2010 avec la sortie de Microsoft Office 2010 pour Mac.

### Logiciels compatibles
Certains logiciels ont été créés afin de permettre de converser avec des utilisateurs du réseau de MSN Messenger sans être obligé d'utiliser le logiciel client propriétaire officiel et d'utiliser le système d'exploitation Windows ; utiliser d'autres réseaux de messagerie (soit en simultané soit indépendamment) ; et avoir des options supplémentaires. Le contrat de service Microsoft n'autorisait l'utilisation que de certains autres logiciels.
Cependant, les logiciels suivants pouvait interagir avec le service (la liste est loin d'être exhaustive…) :
- Adium : Client libre multiprotocoles pour Mac OS X, il utilise une partie des API de Pidgin ;
- aMSN : Logiciel libre disponible sous Linux, Mac OS X, BSD et Windows ;
- Digsby : Logiciel multiprotocoles pour Windows.
- Emesene : Logiciel libre disponible sous Linux et Windows
- Empathy : Logiciel libre de messagerie instantanée intégré sur Ubuntu (à partir de la version 9.10) disponible sur Linux.
- Fire : Client multiprotocoles pour Mac OS X ;
- Pidgin (anciennement Gaim) : Logiciel libre multiprotocoles, multicomptes pour Linux, Mac OS X, Unix et Windows ;
- Kopete : Logiciel libre multiprotocoles pour Linux, Mac OS X et Unix, il est le client officiel du projet KDE ;
- KMess : Logiciel libre un autre client pour KDE sous Linux ;
- Mercury Messenger : Client MSN Messenger propriétaire et multiplate-forme écrit en Java ;
- Miranda IM : Logiciel libre multiprotocole pour Windows ;
- Miranda NG : Logiciel libre multiprotocole pour Windows, successeur et fork de Miranda IM ;
- Wambo : Logiciel propriétaire Client multiprotocole et partage de médias pour Windows ;
- Trillian : Client multiprotocoles pour Windows.
- Beup Live : Client réalisé par HtheB permettant de se connecter à un compte MSN Messenger par le biais de la Nintendo DS.

eBuddy et meebo proposaient un service de messagerie multiprotocoles via un site web. Aucune installation n'était donc nécessaire. Windows Messenger, était une version amoindrie de MSN Messenger présente sur le système d'exploitation Windows XP. C'est un composant intégré de Windows XP qui permettait de lancer depuis Messenger l'Assistance à Distance, le Partage d'Application et le Tableau Blanc. Il était compatible avec MSN Messenger et a permis d'imposer celui-ci. Windows Messenger n'est plus développé par Microsoft. La dernière version stable est la 5.1.0701. Il était aussi possible aux utilisateurs du standard de messagerie instantanée Jabber de se connecter au réseau MSN Messenger par l'intermédiaire d'une passerelle (transport).

### MSN Web Messenger
Il était également possible de se connecter au réseau MSN Messenger via le site de MSN Web Messenger. Ce service a fermé le 30 juin 2009, pour devenir directement accessible depuis Windows Live Hotmail. Techniquement, ce site ne nécessitait pas l'installation préalable du client MSN Messenger. Il était compatible avec Microsoft Internet Explorer 5.0 ou supérieur, Netscape 7.1 ou supérieur ou la suite Mozilla 1.6 ou supérieur, sous Windows. Le navigateur Mozilla Firefox étant basé à l'origine sur la branche 1.7 (plus précisément sur la version 1.7.13) de la suite Mozilla, il était pris en charge quasiment officiellement.

## Modèle économique
Windows Live Messenger était un logiciel financé en partie par la publicité. À l'initiative de l'utilisateur, une partie des bénéfices pouvait être reversée à des associations.

## Protocole propriétaire et fermé
MSN Messenger utilisait le protocole propriétaire Microsoft Notification Protocol (MSNP) par-dessus TCP (et optionnellement par-dessus HTTP pour pouvoir utiliser les proxys) pour se connecter au service .NET Messenger - un service offert sur le port 1863 de messenger.hotmail.com. Sa dernière version est la 18 (MSNP18)[réf. nécessaire], elle était utilisée par Windows Live Messenger 9 (final) et d'autres clients tiers. Le protocole n'a pas été toujours complètement secret : Microsoft a révélé la version 2 (MSNP2), désormais obsolète, aux développeurs en 1999, mais n'a jamais révélé les versions 8 et plus récentes[réf. nécessaire]. Les serveurs .NET Messenger Service n'acceptent actuellement que les protocoles des versions 8 et ultérieures, ce qui fait que la syntaxe des nouvelles commandes des versions 8 et plus récentes est uniquement connue en utilisant des renifleurs tels que Wireshark (étude légale à des fins d'interopérabilité). Une liste des ports utilisés est publiée par Microsoft.
La fermeture de MSN et la difficulté pour se connecter à son successeur Skype tout autant fermé inquiètent les développeurs de clients tiers qui risquent de ne plus pouvoir se connecter à ces réseaux.

## Filtrage et sécurité
Le protocole de communication de MSN Messenger utilisait une architecture centralisée. Tous les messages d'un expéditeur passaient par les serveurs de Microsoft avant d'être acheminés au destinataire. Cela permettait, grâce notamment aux systèmes de sécurité qui avait été mis en place dans les dernières versions de WLM (versions 8), de filtrer le contenu transféré via ces serveurs. Pour cette raison, les transferts des fichiers aux extensions suivantes étaient bloqués (liste non exhaustive et à vérifier) :
ade, adp, app, asp, bas, bat, cer, chm, cmd, com, cpl, crt, csh, exe, fxp, hlp, hta, inf, ins, isp, its, js, jse, ksh, lnk, mad, maf, mag, mam, maq, mar, mas, mat, mau, mav, maw, mda, mdb, mde, mdt, mdw, mdz, msc, msi, msp, mst, vba, vbs
Il était néanmoins possible grâce à l’éventuelle apparition dans certains cas d’une boîte de dialogue informant des dangers encourus, d’autoriser tout de même, manuellement, l’envoi des fichiers de ces types. Par ailleurs, un tel système n'excluait pas techniquement la possibilité d'enregistrement et de profilage des discussions des utilisateurs. Les serveurs étant situés aux États-Unis, les lois informatique et liberté françaises ne s'appliquaient pas. Un nombre d'entreprises, soucieuses de leurs secrets commerciaux, avait donc choisi d'utiliser un protocole ouvert (par ex. : Jabber et XMPP) et choisissaient ou installaient leur serveur sur le territoire de leur choix. Pour autant, aucun cas d'affaires de ce type n'a jamais été déclaré. De plus, il ét ait parfaitement possible de filtrer les messages sur MSN Messenger. Auparavant, les messages contenant certains mots-clefs n'étaient pas transmis à leur destinataire, sans que leur expéditeur en fût averti. Dans les dernières versions, certains mots et adresses internet envoyés via le protocole WLM étaient directement bloqués sans que l'émetteur et le destinataire en soient avertis, bien que l'émetteur était parfois informé du blocage par un message peu explicite du type « Le message suivant n'a pas pu être remis à tous les destinataires : <message> ». Microsoft jugeait cela comme une barrière de sécurité supplémentaire au motif que des sites portant cette extension avaient été reconnus comme dangereux. La protection offerte était néanmoins toute relative, étant facile à contourner grâce à des services de redirection d'URL, et occasionnait nombre de faux positifs, comme en témoignent les nombreuses plaintes d'utilisateurs à ce sujet.

## Censure
Le protocole de communication utilisait une architecture centralisée, c'est-à-dire que tous les messages d'un expéditeur passaient par les serveurs de Microsoft avant d'être acheminés au destinataire. 
WLM censurait certains messages envoyés par les utilisateurs en s'appuyant sur des listes de mots. La liste des mots filtrés n'a pas été publiée par Microsoft et la liste des mots censurés trouvés par les utilisateurs changeait régulièrement. D'autres étaient enlevés, sans doute parce que trop contraignant. Avant la version 2008 de WLM, ce filtrage était visible depuis certains logiciels de messagerie instantanée libres, sous la forme d'une déconnexion puis reconnexion très rapide du contact concerné. Cela ne semblait plus être appliqué dans la dernière version de WLM, ce qui montrait peut-être une différence dans l'implantation du filtrage. Comme la censure était effective quel que soit le client, elle semblait appliquée au niveau du serveur. Si un utilisateur tentait d'envoyer un message non permis, le message suivant apparaît : "Le message suivant n'a pas pu être remis à tous les destinataires :", suivi du message.
Cette censure s'appliquait aux messages envoyés depuis le logiciel de messagerie de Microsoft et sur les clients non développés par Microsoft, dont les clients libres et les robots transmettant des virus via le réseau MSN.

### Autres logiciels clients
- Adium (Mac OS X)
- aMSN (multiplate-forme)
- Emesene (Windows et Linux)
- KMess (Unix et Linux en environnement KDE)
- Miranda IM (Windows)
- Pidgin (anciennement Gaim) (multiplate-forme)
- Trillian (Windows)
- Google Talk (Windows)
- Mercury Messenger (totalement multiplate-forme puisqu'écrit en langage Java)